# Mate Trojanović
Mate Trojanović, né le 20 mai 1930 à Metković et mort le 27 mars 2015 à Maribor (Slovénie), est un rameur croate.
En 1952, il participe aux Jeux olympiques d'Helsinki avec l'équipe olympique de Yougoslavie et remporte la médaille d'or au quatre sans barreur.